# Lauritz Christian Lindhardt
Лауриц Кристиан Линдхард (роден на 20 август 1842 г., починал на 25 септември 1906 г.) е датски зъболекар, професор в стоматологичното училище в Копенхаген и председател на Датската стоматологична асоциация от 1888 до 1890 г. и от 1891 до 1898 г.

## Предистория и кариера
Лортиз Кристиан Линдхард е син на Б. Линдхардт и Йохана Томасина Николина Лаурицдатер Пром и става баща на Холгер Линдхардт, зъболекар в Рьоне.
През 1894 г. Линдхард е назначен за титулярен професор.
През 1893 г. Линдхард е произведен в рицар на ордена Данеброг.